# Дуб бурґундський
Quercus cerris (дуб бурґундський) — вид рослин з родини Букові (Fagaceae); поширений у південній і центральній Європі та у Західній Азії.

## Опис
Росте швидко, середнього розміру дерево, приблизно 20 м у висоту. Вид легко відрізнити за жолудями, які мають щетинисті шапки. Стовбур діаметром до 2 м. Крона спочатку конічна, потім розлога. Кора тьмяно-сіра, товста, розтріскана. Гілочки трохи запушені, стають сіро-коричневими. Бруньки яйцюваті з довгими волосистими прилистками. Листки 6–12 × 3–5 см; 5–9 пар часточок з глибокими пазухами; темно-зелені і шорсткі зверху зі зірчастими волосками й блідіші знизу з коротким густим запушенням; верхівка тупа, основа урізана; ніжки листків 0.5–2 см, запушені. Жолудь довжиною до 3 см, сидячий, циліндричний, загострений, укладений на 2/3 в чашечку; чашечка волохата, 1 см заввишки, діаметром 1.8 см, з довгими, стрункими лусками; дозріває через 2 роки.

## Середовище проживання
Поширений у південній і центральній Європі (Албанія, Австрія, Болгарія, Чехія, Словаччина, Франція, Греція, Угорщина, Італія, Крит, Боснія і Герцеговина, Хорватія, Північна Македонія, Чорногорія, Сербія, Словенія, Румунія, Сицилія, Швейцарія, Україна, Туреччина в Європі) та у Західній Азії (Туреччина, Ліван, Сирія).
В Україні вид росте на південних схилах вулканічних пагорбів Гутинського хребта серед дубово-липових насаджень — на Закарпатті (с. Юліївці).
Любить сонячні та сухі схили в помірному кліматі з помірним ступенем стійкості до холодів; висота: 50–2200 м. Здається, переносить цілий ряд ґрунтів; найпоширеніший на вільних дренажних, піщаних та кислих ґрунтах, але також відомий на вапняних ґрунтах.

## Використання
Використовується в ландшафтному дизайні, парках, садах і як придорожні дерева. Деревина низької якості порівняно з іншими видами дуба, але використовується у виробництві бочок, меблів, у суднобудуванні та в дерев'яній підлозі. Чай, виготовлений з кори дубів, корисний для кишки і шлунку. Чашечки використовуються як ґудзики. Жолуді та молоді пагони їдять численні тварини.

## Загрози й охорона
Немає відомих загроз спеціально для виду Q. cerris. Зростає у ботанічних садах та дендропарках.

## Галерея

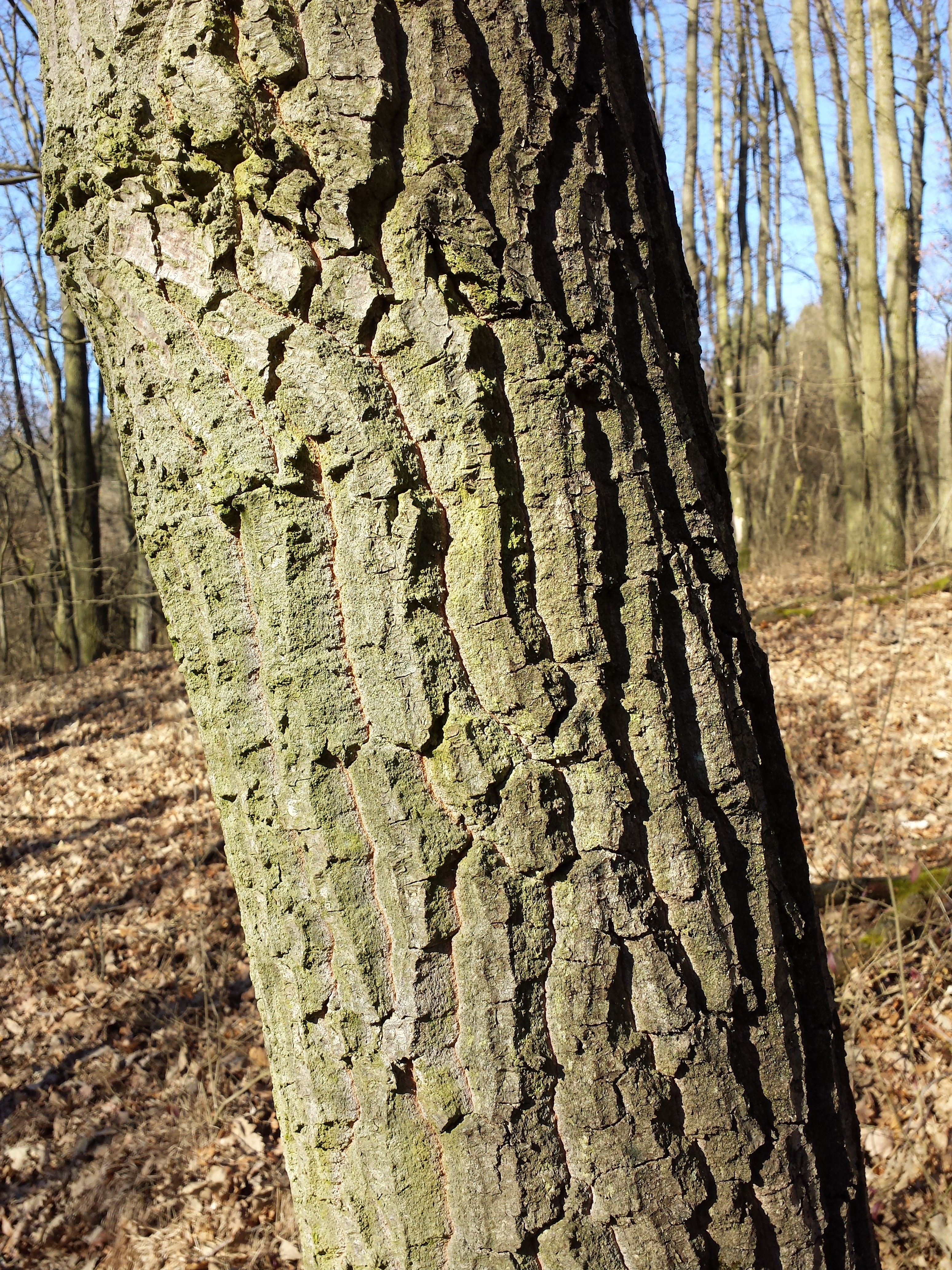
стовбур
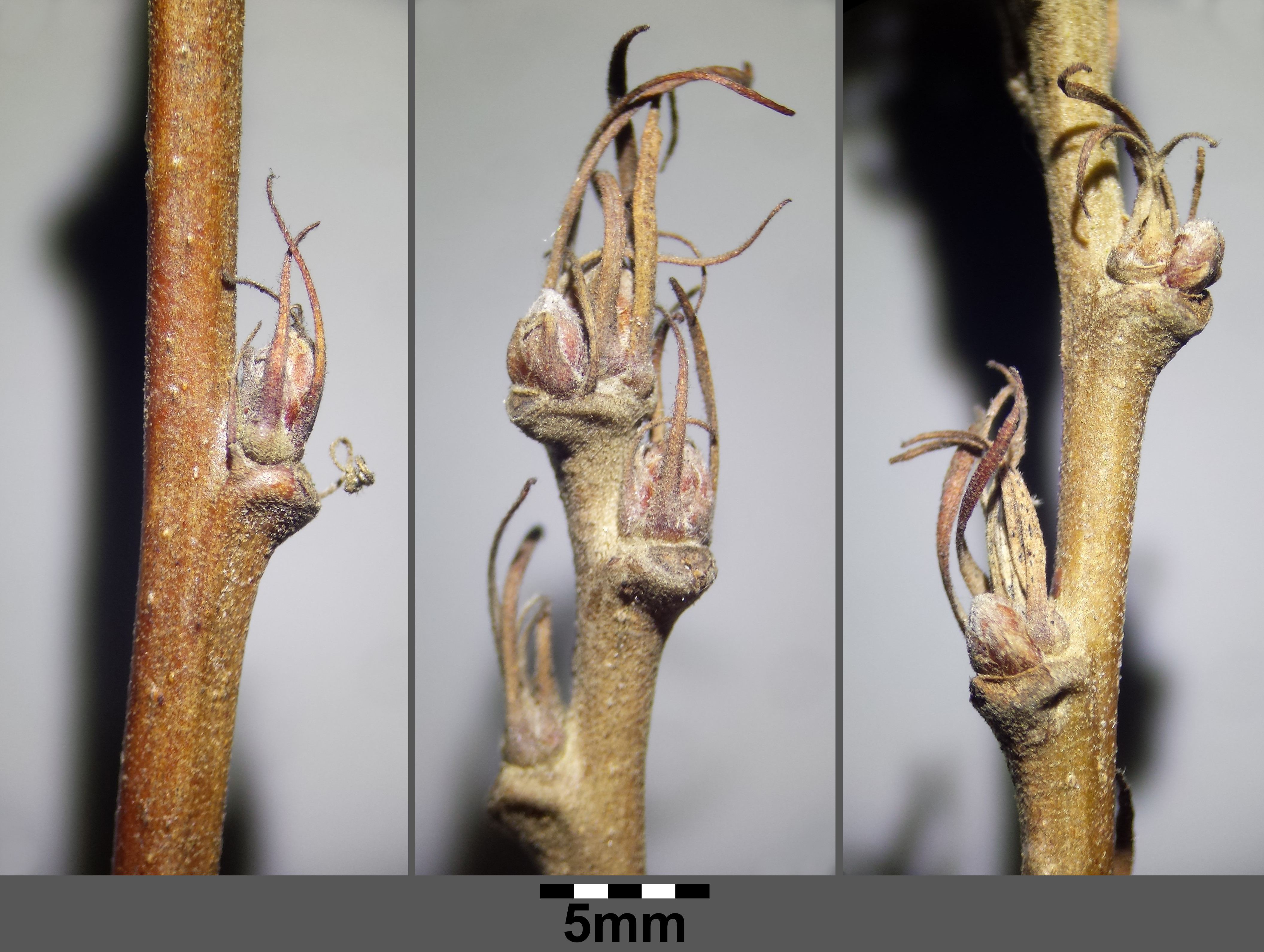
бруньки й прилистки
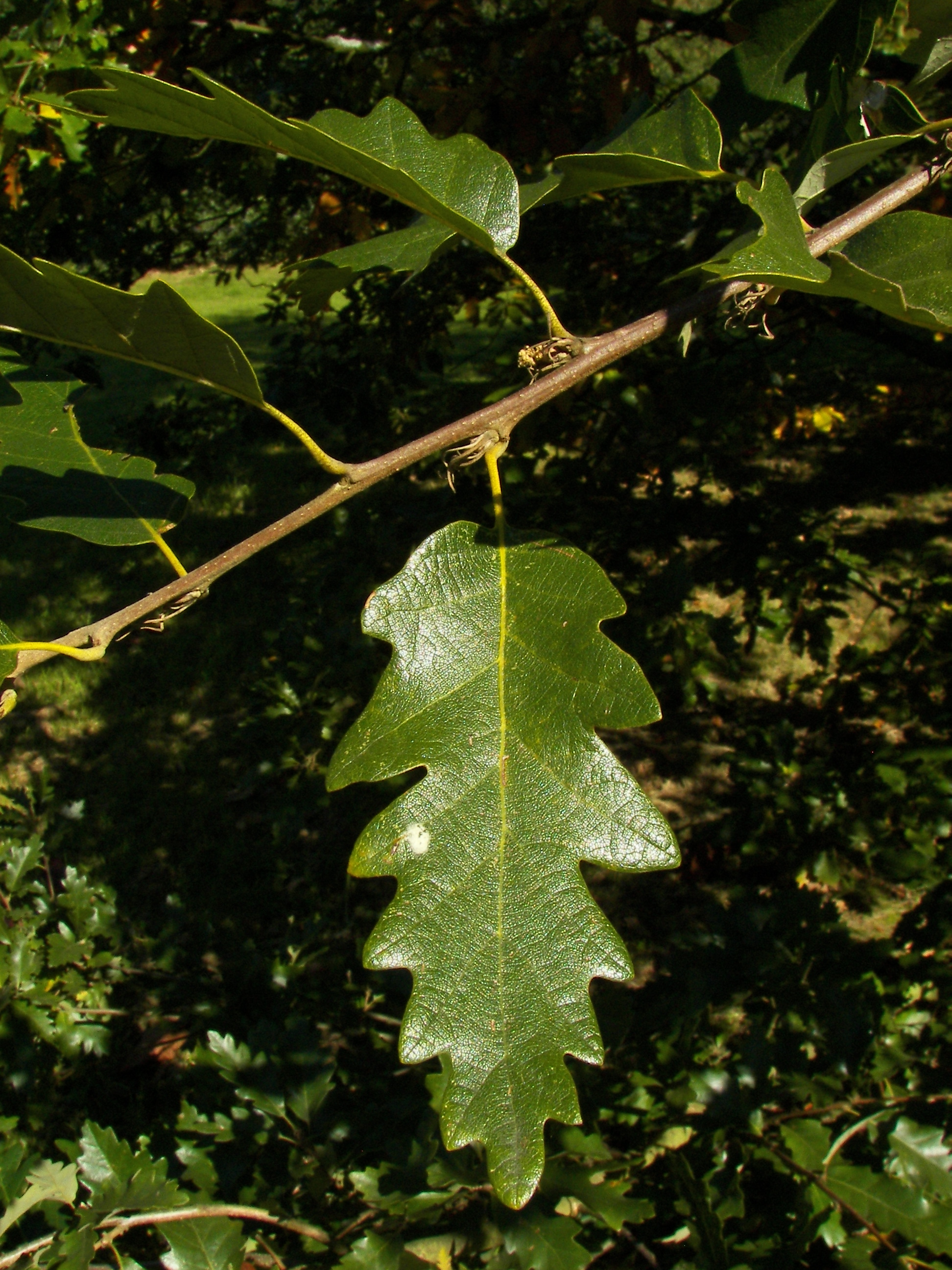
листок
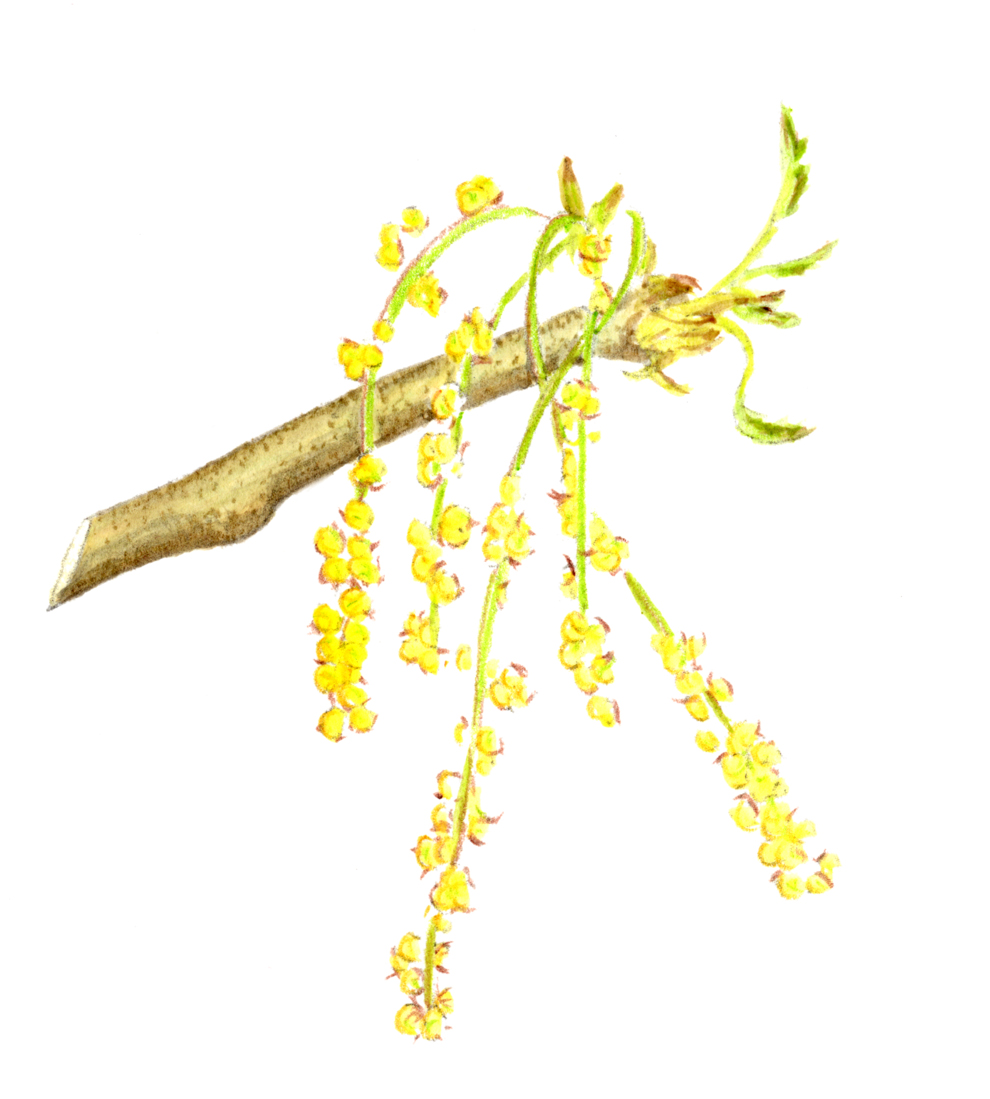
сережки
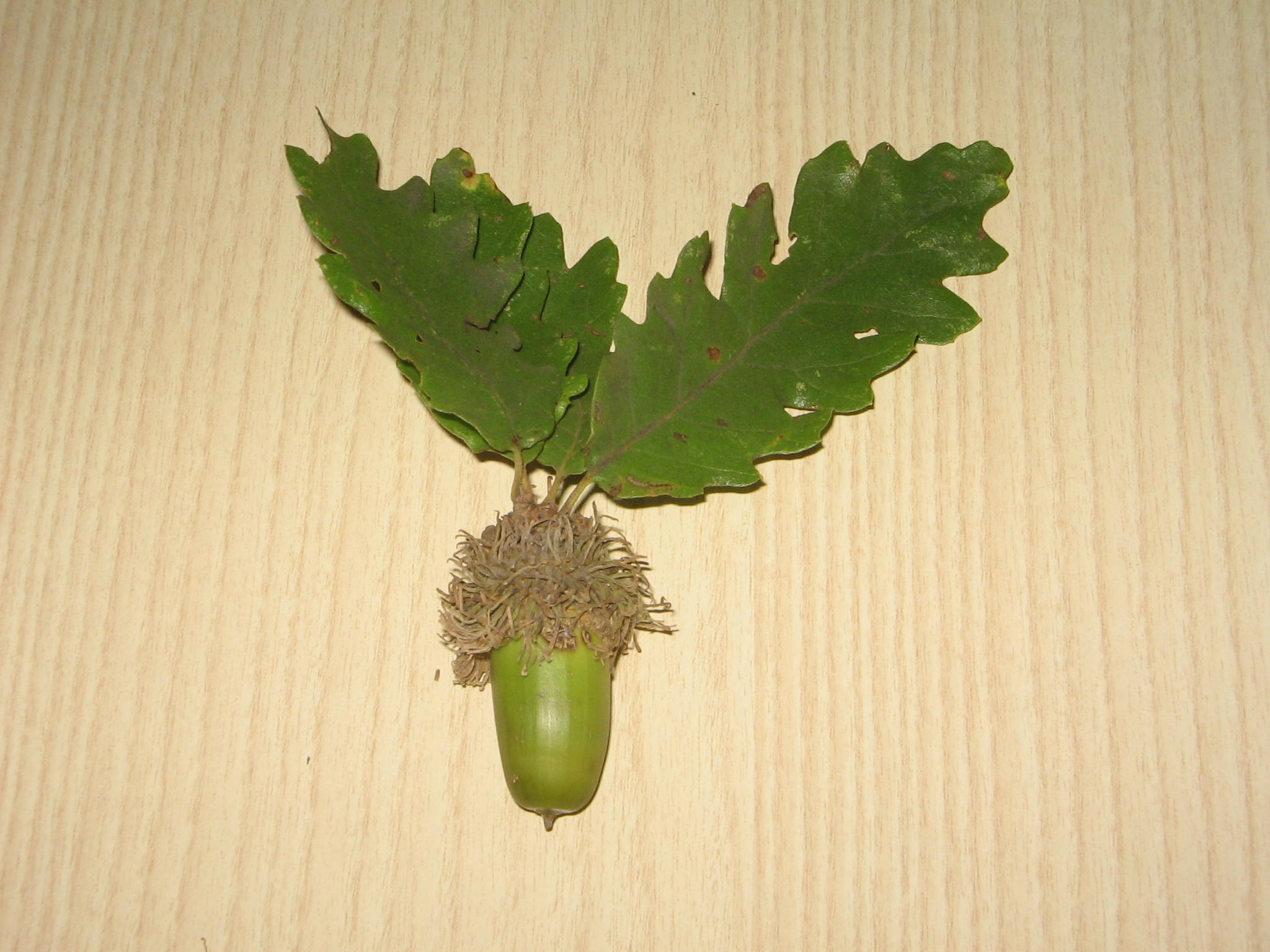
жолудь
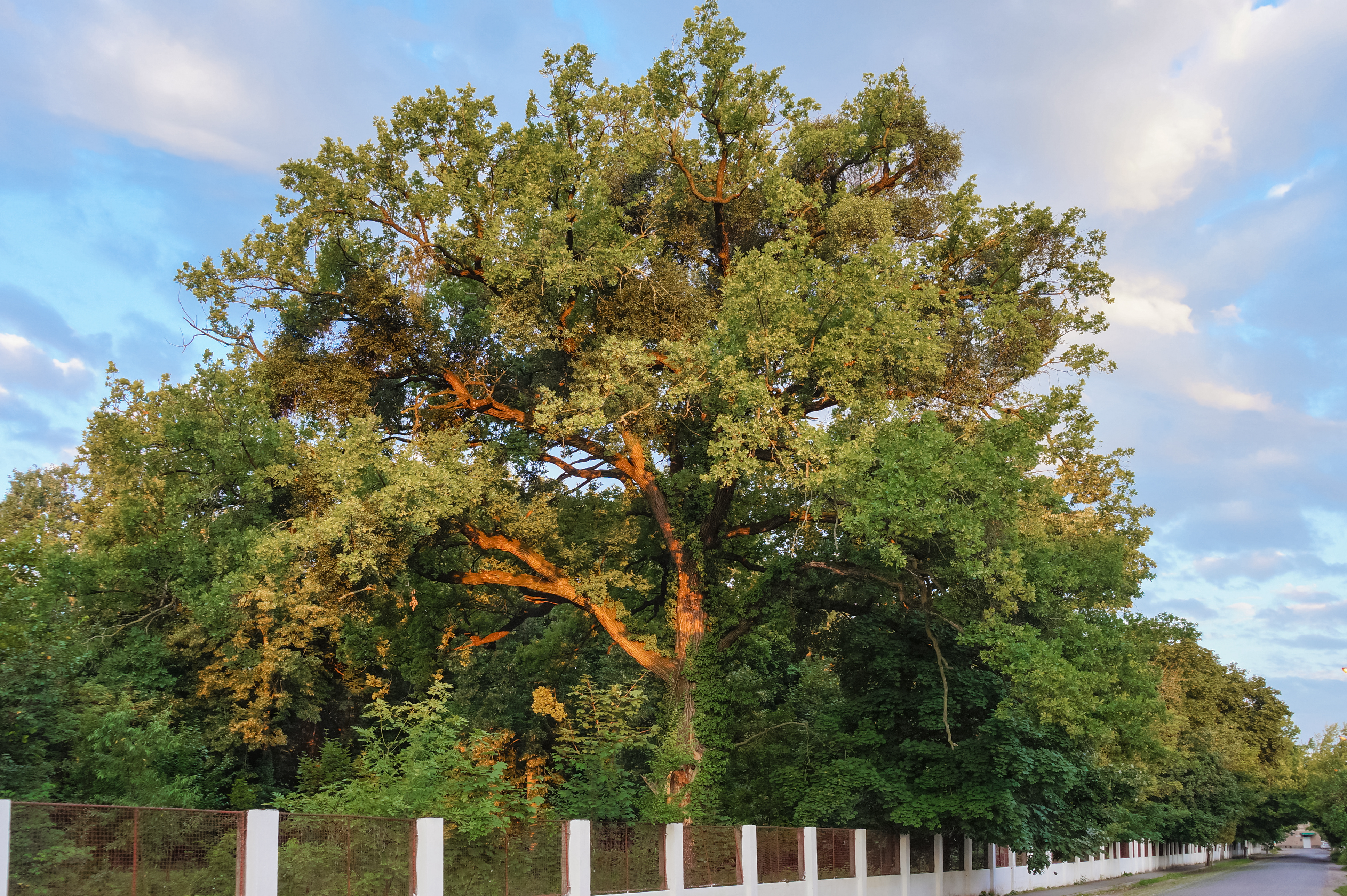
Ботанічна пам'ятка природи "Дуб бургундський" у м. Берегове